# La monja (película de 2005)
La monja es una película de terror española, del año 2005, dirigida por Luis de la Madrid

## Argumento
Eve (Anita Briem) presencia el asesinato de su madre María (Lola Marceli) a manos de una monja (Cristina Piaget). Al no encontrar ninguna huella la policía no la cree, por ello Eve empieza a investigar por su cuenta con la ayuda de dos amigos: Julia (Belén Blanco), Joel (Alistair Freeland) y un joven cura llamado Gabriel (Manu Fullola). La joven da con un grupo de antiguas compañeras de su madre que estuvieron en un internado de monjas en Barcelona veinte años atrás: Eulalia (Oriana Bonet), Zoe (Paulina Gálvez), Susana (Natalia Dicenta) y Cristina (Teté Delgado). Según parece en aquella época había una monja muy estricta que hacía la vida imposible a sus alumnas. Todas ellas van apareciendo asesinadas una a una.

## Historia
La historia comienza con seis jóvenes que hablan cuando Eulalia, que vigilaba la puerta, les dice que la monja Úrsula está viniendo, así que todas se sientan rápidamente. Al llegar, la profesora les habla de la misión de alejarlas del pecado. Mientras tanto, María está leyendo un pequeño escrito, la monja la descubre y, al ver que es una carta de amor, la obliga a tragársela. Al negarse, la monja la arrastra hacia la pared por el cuello diciéndole que sólo el dolor puede lavar los pecados. María despierta de esta horrible pesadilla.
Nos trasladamos a la graduación de Eva, la hija de María, que está festejando con sus dos amigos, Julia y Joel, y con su novio del colegio, Hartley. Este la lleva a las duchas del colegio para jugar a "el juego del lago", que consiste en mojar a Eva, sin embargo Joel lo graba.
María no puede dormir así que empieza a revisar unos documentos de viaje. La mujer empieza a sentir extraños ruidos en la cocina y decide ir, pensando que es su hija. Se extraña al ver que hay agua en la pica y saca el tapón. Se abren las ventanas de golpe; María está cada vez más asustada y coge un cuchillo, la pica se llena de agua otra vez y de él sale una monja que se abalanza sobre ella. Eva llega a casa y escucha los gritos de la cocina. Al entrar, ve cómo una monja de agua degüella a su madre y luego sale por la ventana; la chica queda en estado de shock.
Los policías hablan con Eva y ella sólo les dice que vio a una monja. Los policías no encuentran huellas dactilares ni rastro alguno, por lo que deducen que María se había suicidado. Julia acompaña en todo momento a su amiga hasta que en su funeral, Cristina, una de las amigas de su madre, le dice que otra amiga, Joanna, ha muerto quemada e invita a Eva a su hotel porque necesita contarle algo muy importante antes de irse de viaje con las otras amigas del internado.
Después de pensarlo mucho, Eva se dirige al hotel. Cristina ve cómo una monja se refleja en el espejo de su baño, así que escapa de la habitación para intentar bajar por ayuda. La monja sigue persiguiéndola, la mujer intenta pedir ayuda a los vecinos pero no hay respuesta, así que se refugia en el ascensor. Eva llega al hotel y el ascensor de Cristina se para a medio camino, la mujer intenta escalar para salir pero el ascensor cae antes de tiempo cercenándole los brazos. Cuando el ascensor llega abajo, Eva ve a una monja salir del hotel. Entonces, la chica junto con la recepcionista y otras personas descubren el cadáver de Cristina.
Julia y Joel tenían planeado irse a España y deciden invitar a Eva para que se relaje, pero ella aprovecha para localizar a Eulalia, otra compañera de internado de su madre. Es ahí cuando conoce a Gabriel, un joven seminarista que la ayuda con las traducciones de los viejos registros del internado y a obtener la dirección de Eulalia. Acuerdan encontrarse en una fiesta y al llegar, Gabriel le entrega los documentos. Sin pensarlo más, Eva se dirige a casa de Eulalia para intentar advertirle de lo que está pasando. Eulalia iba a darse un baño, pero extrañamente los grifos se abren solos; luego su perro, Bambi, se comporta de manera extraña. Al volver al baño los grifos están nuevamente abiertos. Eulalia comienza a asustarse, los cierra y se cae. De la bañera sale una monja. Eva llega a la casa de Eulalia y la encuentra muerta en posición de crucifixión. Después escucha un mensaje en el contestador de Zoe diciendo que habían quedado todas para encontrarse en el internado.
La chica arrastra a sus tres amigos hacia el lugar y al llegar se encuentran con Zoe y Susana, las únicas amigas restantes. Eva les cuenta que la monja Úrsula está asesinando a sus amigas pero estas le dicen que es imposible porque la monja está muerta. Hace años, las cinco chicas estaban robando comida de la cocina y, por casualidad, vieron cómo la monja intentaba purificar a María lanzando agua en sus partes íntimas. En el intento de las cinco por salvarla terminan matando a la profesora. Atemorizadas, hacen un pacto de silencio y se deshacen del cadáver en un estanque con agua bendita.
Zoe y Susana argumentan que por culpa del balneario que van a construir en el internado, han vaciado el estanque, liberando así el espíritu de la monja. Mientras tanto, Gabriel descubre unos cuadros y, al analizarlos, descubren que Santa María murió degollada, Santa Juana quemada en la hoguera, a Santa Cristina le cortaron los brazos, Santa Eulalia crucificada y se da cuenta de que las mujeres van muriendo como sus santas patronas de nombre. Zoe enloquece al ver que Santa Zoe muere quemada en un horno y amenaza a la monja con matarla como a Santa Úrsula, con una flecha en el corazón. El cuadro de Santa Susana, la cual murió decapitada, aterra a  Susana quién, presa del pánico, comienza a culpar a Eva de todo lo que pasa, encerrándose en una habitación. Las puertas se cierran solas y las gotas de lluvia empiezan a formar la silueta de la monja. Al final esta arrastra a Susana contra una ventana cuyo cristal le cae sobre la cabeza, decapitándola.
Eva grita y todos ven lo ocurrido, después Eva ve a la monja elevándose y con el arpón que ha construido Zoe, dispara a la monja, sin efecto. Nadie salvo Eva ha visto a la monja, por lo que Zoe explica a Eva que su madre estaba embarazada de ella, por eso la monja estaba intentando purificarla (practicarle un aborto), y esa debe ser la causa de que ella pueda ver a la monja. Gabriel sugiere que la monja murió en agua, y que se podría matar en agua otra vez. Zoe y los cuatro chicos se dirigen al cuarto de baño para inundarlo, pero al no haber agua, Gabriel y Joel suben a los depósitos, pero de una cañería sale agua con demasiada fuerza, empujando a Gabriel contra un hierro puntiagudo y matándolo.
Eva, Julia y Zoe deciden ir a buscar unos paños para tapar los desagües pero Zoe se vuelve para recuperar su arpón y ve a una monja caminando por un vidrio y desaparecer al llegar a la puerta. La mujer sigue al fantasma cuando, de pronto, comienza a manar agua de una cañería rota, empujándola. Del charco del agua empieza a elevarse la monja, quién abre el horno encendido y empuja a Zoe dentro de él para matarla.
Eva le pide a Julia que busque a Zoe, quién la encuentra carbonizada dentro del horno, llevándole su arpón a su amiga y lamentando lo ocurrido.
Las chicas se dan cuenta de que el agua ha subido mucho y que si toca las luces se electrocutarán. Julia va a apagar los fusibles y vuelve con su amiga, pero esta le dice que debe irse porque la monja Úrsula sólo la busca a ella. Julia se marcha y se encuentra con Joel. Este le comenta lo ocurrido con Gabriel y también le dice que tiene una explicación para todo: Eva estuvo con María, Cristina, Eulalia, Zoe y Susana al momento de sus muertes. Por otro lado, Eva sabía del asesinato de la monja, por eso su madre intentó suicidarse pero lo olvidó y algo la hizo recordar; fue el "juego del lago". Eva siempre estuvo presente en los asesinatos y solo ella pudo haberlos cometido. Joel dice que la monja pudo haber poseído a la chica. Mientras tanto parece que Eva está luchando con la monja cuando consigue dispararle el arpón al pecho y acabar con ella. Joel le dice a su novia que Eva y la monja son la misma persona. Entonces Julia va por su amiga y ve a Eva con el arpón atravesado en el pecho.

## Reparto
| Intérprete           | Personaje        |
| -------------------- | ---------------- |
| Anita Briem          | Eva              |
| Belen Blanco         | Julia            |
| Manu Fullola         | Gabriel          |
| Alistair Freeland    | Joel             |
| Cristina Piaget      | Sor Úrsula       |
| Paulina Gálvez       | Zoe              |
| Natalia Dicenta      | Susan            |
| Lola Marceli         | Mary             |
| Tete Delgado         | Cristy           |
| Oriana Bonet         | Eulalia          |
| Katrine Romming      | Mary 17          |
| Maia Jenkinson       | Eulalia 17       |
| Joana Rañé           | Zoe 17           |
| Gemma Martínez       | Cristy 17        |
| Meritxell Santamaria | Susan 17         |
| Montse Pla           | Joanna 17        |
| Giles Cooper         | Harley           |
| Brendan Price        | Detective Malone |
| Jim Arnold           | Forense          |
| Ludovic Tattevin     | Botones          |
| Alexia Iborra        | Eva Niña         |
| Anna Vives           | La Monja         |